# Luna 14
A Luna 14, também conhecida como Luna E-6LS No.3 ou ainda Lunik 14, foi uma das três missões usando a plataforma E-6LS, para o Programa Luna (um projeto soviético), tinha como objetivo, efetuar testes de comunicação em voos próximos à Lua.
A Luna 14, pesando 1.700 kg, foi lançada as 10:43:54 UTC de 7 de Fevereiro de 1968, por um foguete Molniya (8K78M), a partir da plataforma 1/5 do cosmódromo de Baikonur.
Depois do lançamento bem sucedido, a Luna 14 efetuou as correções de curso necessárias, acionou os retrofoguetes conforme o planejado e entrou em órbita lunar as 19:25:00 UTC em 10 de Abril de 1968. O parâmetros orbitais eram os seguintes: 160 × 870 km a 42° de inclinação.
Ela forneceu dados para estudos da interação das massas da Terra e da Lua, sobre os campos gravitacionais da Terra e da Lua, sobre a propagação e estabilidade das comunicações de rádio com espaçonaves em diferentes posições orbitais, partículas solares, raios cósmicos e os movimentos da Lua.